# Sceau de la Géorgie
Le Sceau de la Géorgie a été adopté initialement en 1798 dans le cadre de la Constitution de l'État, même s'il a été modifié depuis. Ses spécifications sont précisées par la loi.
L'avers du sceau représente un arc composé de trois piliers, l'arche symbolisant la Constitution de l'État et les piliers représentant les trois pouvoirs : législatif, exécutif et judiciaire. La devise de l’État « Sagesse, justice, modération » figure sur une banderole enroulée autour des piliers, surveillée par un homme (peut-être un soldat de la révolution américaine) armé d’une épée, représentant l'armée de la défense de la Constitution. Cette image sert également l'armée de l'État.
La bordure extérieure, entourant les armoiries, comporte les mots « État de la Géorgie » dans la moitié supérieure du cercle et dans la partie inférieure l'année 1776, qui commémore la Déclaration d'Indépendance. La date était initialement 1799 (l'adoption du sceau), mais a été modifiée en 1914.
Sur le revers du sceau, il y a une image de la côte de Géorgie, avec un bateau (battant le drapeau américain) arrivant pour prendre à bord du tabac et du coton, symbolisant le commerce d'exportation de la Géorgie. Il y a un autre bateau, apportant les récoltes des régions intérieures, représentant ainsi le trafic intérieur. En arrière, un homme laboure avec un troupeau de moutons. La devise autour du sceau indique « La devise de l'État, l'agriculture et le commerce ». La date ici est également 1776.

## Détails
De par la loi, le secrétaire d'état est le gardien officiel du Sceau, qui est attaché aux papiers officiels par l'ordre exécutif du gouverneur. Cette responsabilité a mené à quelques polémiques :
De 1868 à 1871, pendant la Reconstruction après la guerre de Sécession, le sceau n'a pas été utilisé pour les actes officiels car il avait été caché sous la maison du secrétaire d'état en temps de guerre Nathan C. Barnett. En 1872, quand les Georgiens ont repris les commandes du gouvernement, Barnett (qui avait été réélu par ce point) a rapporté le sceau.
Pendant la polémique des trois Gouverneurs en 1947, le secrétaire d'état Ben W. Fortson, Jr., a pris le sceau et l'a caché, empêchant les candidats au poste de gouverneurs d'exécuter tous actes jusqu'à ce que la Cour suprême de la Géorgie eut délibéré sur la querelle et sur la désignation du vainqueur légitime.
Le sceau ou les armoiries apparaît sur sept des huit drapeaux de la Géorgie. (Elle n'apparaît pas sur le drapeau d'état utilisé de 1879 à 1902.)
Une représentation de piliers en fer de fonte de la voûte s'est élevée à l'entrée du nord de l'université de Géorgie depuis 1858. Selon la légende, pour les étudiants de première année (ou pour n'importe quel autre étudiant préparant une licence), marcher sous « L'Arch » porte malheur. La légende rapporte que n'importe quel étudiant passant sous cette voûte prématurément ne reçoit jamais un diplôme. Aujourd'hui, la voûte est un symbole important de l'université.